# PLOT kolom
Een PLOT kolom, oftewel Porous Layer Open Tubular kolom, is een capillaire kolom die gebruikt wordt bij gaschromatografie, waarbij het geïnjecteerde monster een adsorptieproces met de stationaire fase ondergaat. De stationaire fase van de PLOT kolom is gebaseerd op een adsorberend of poreus polymeer. De meest voorkomende PLOT kolom stationaire fasen bestaan onder andere uit verscheidene derivaten van styreen en aluminiumoxides. Deze deeltjes worden aan de oppervlakte van het capillair gebonden door middel van een chemische binding of door middel van "lijmen". Doordat de kolomdeeltjes poreus zijn werken deze als een soort "moleculaire zeef" maar er hier is echter geen sprake van scheiding op deeltjesgrootte maar sprake van scheiding op basis polairiteit. Hoe groter de polariteit van de kolom en van de analyse-component, des te groter zal de affiniteit tussen de stationaire en de mobiele fase zijn.

## Eigenschappen
PLOT kolommen hebben een zeer hoge affiniteit met bijna alle soorten organische verbindingen en dus een hoge retentie. Ze kunnen gebruikt worden om scheidingen te behalen die onmogelijk zijn met conventionele stationaire fasen. Nog een voordeel is dat in conventionele kolommen bij sommige scheidingen gebruikt moet worden gemaakt onder de omgevingstemperatuur, in de PLOT kolom kan dezelfde scheiding gemakkelijk boven deze temperatuur uitgevoerd worden.
De PLOT kolom heeft een interne diameter van 320 - 530 μm. De coating is 5 - 50 μm dik. Naast de PLOT kolom is er nog een tweede soort open tubular kolom. Dit is de WCOT-kolom. Het verschil met deze kolom is echter dat de PLOT kolom een vaste stationaire fase heeft en de WCOT-kolom een vloeibare. 

## Gebruik
PLOT kolommen worden vaak gebruikt bij de analyse van zwavelgassen, edelgassen, lichte koolwaterstoffen en vluchtige oplossingen.

## Voordelen
PLOT kolommen hebben een aantal voordelen ten opzichte van een gepakte kolom. Ze hebben een hogere efficiëntie, kunnen sneller scheiden (in seconden), de kolom is sneller klaar voor hergebruik (minder dan 30 minuten) en er zijn minder instrumenten nodig.